# 삼주전 봉기
삼주전 봉기(三洲田蜂起), 또는 혜주 봉기(惠州蜂起)는 1900년 10월 8일, 광둥성 후이저우 삼주전 산채에서 쑨원의 흥중회 혁명 세력이 봉기했으나 청나라 정부군에게 포위, 진압당한 사건이다. 삼합회와 흑룡회의 지원을 받고, 대만 총독부의 지원까지 약속받았으나, 일본에 제4차 이토 내각이 들어서 외교방침이 전환되는 바람에 대만 총독부의 지원을 받지 못했고, 봉기는 실패로 끝난다. 이 와중에 사견여와 야마다 요시마사가 사망했다.